# Musakhel, Pakistan
Musakhel är huvudort för ett distrikt med samma namn i den pakistanska provinsen Baluchistan. Folkmängden uppgick till cirka 14 000 invånare vid folkräkningen 2017.